# Dendrobium stratiotes
Dendrobium stratiotes är en orkidéart som beskrevs av Heinrich Gustav Reichenbach. Dendrobium stratiotes ingår i släktet Dendrobium, och familjen orkidéer. Inga underarter finns listade i Catalogue of Life.

## Bildgalleri

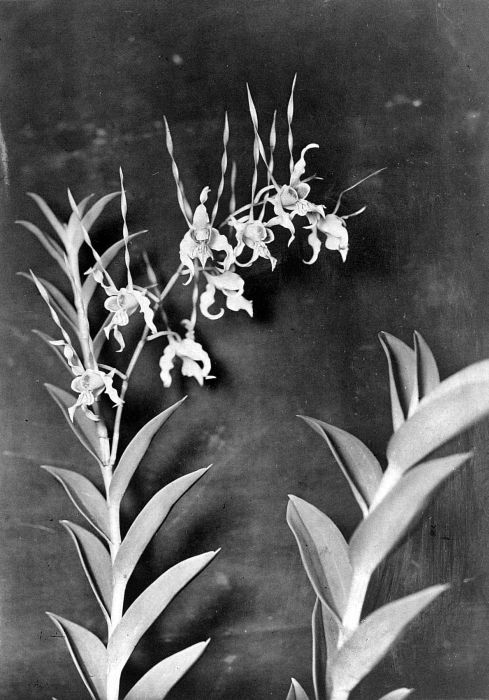
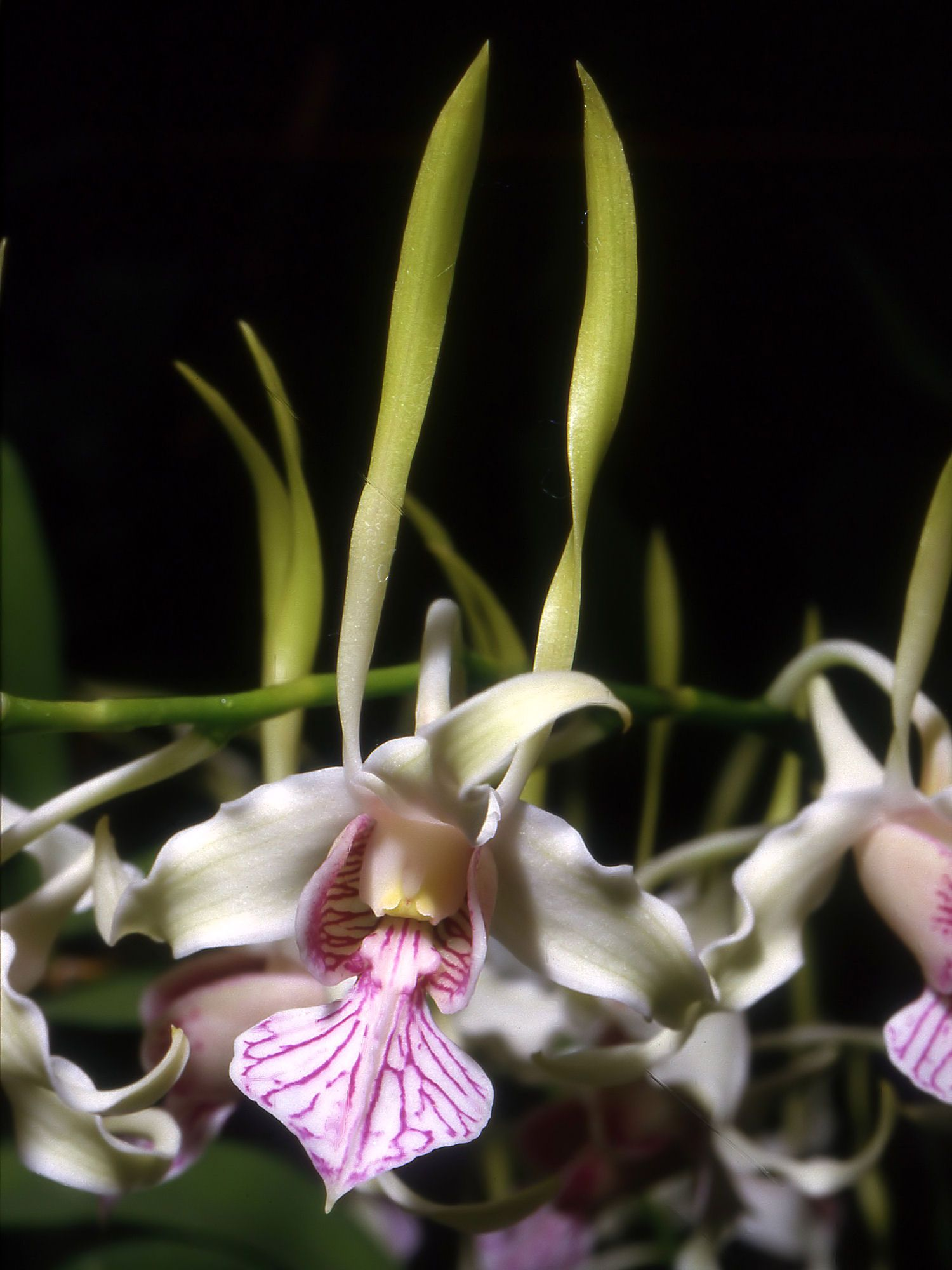
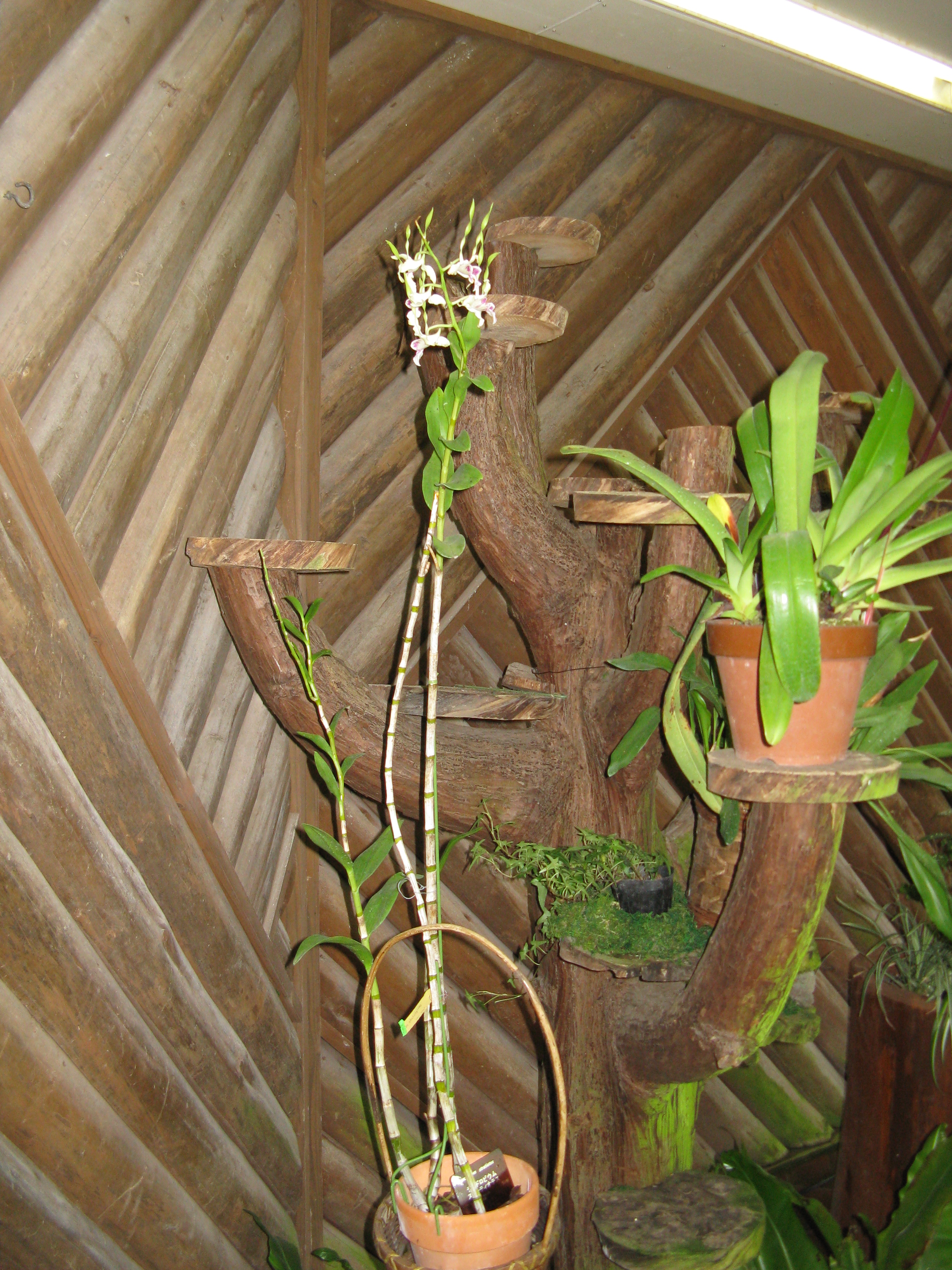
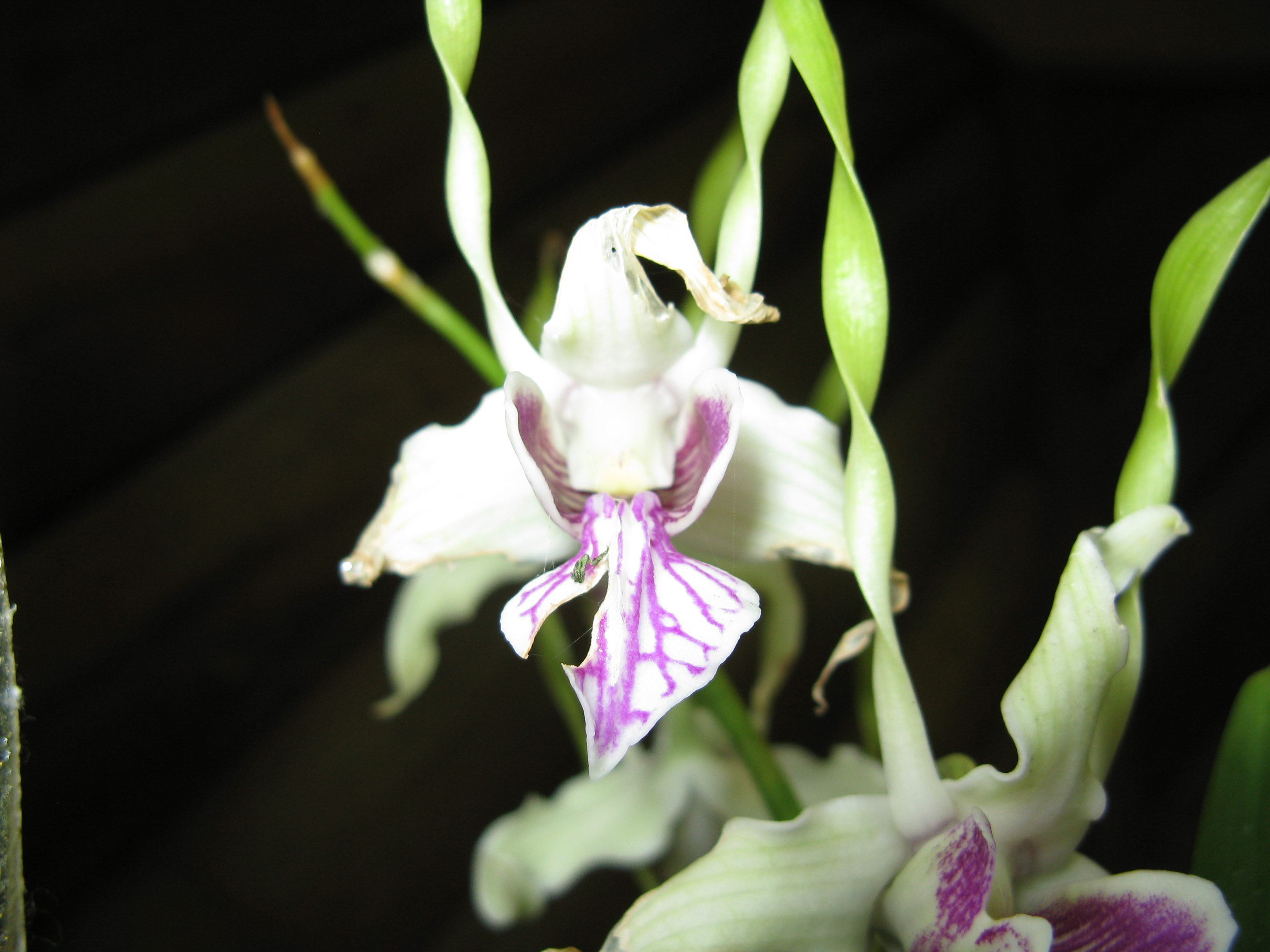